# Macrhybopsis
Macrhybopsis és un gènere de peixos de la família dels ciprínids i de l'ordre dels cipriniformes.

## Taxonomia
- Macrhybopsis aestivalis (Girard, 1856)
- Macrhybopsis australis (Hubbs & Ortenburger, 1929)
- Macrhybopsis gelida (Girard, 1856)
- Macrhybopsis hyostoma (Gilbert, 1884)
- Macrhybopsis macrochirus (Valenciennes, 1844)
- Macrhybopsis marconis (Jordan & Gilbert, 1886)
- Macrhybopsis meeki (Jordan & Evermann, 1896)
- Macrhybopsis storeriana (Kirtland, 1844)
- Macrhybopsis tetranema (Gilbert, 1886)[2][3][4][5]